# Rogue Entertainment
A Rogue Entertainment egy amerikai videójáték-fejlesztő cég, melyet 1994-ben alapított Rich Fleider, Steve Maines és Jim Molinets Dallas városában. A Rogue Entertainment abban az épületben dolgozott, mint az id Software és az összes játékuk az ő grafikus motorjukat használta. Az id Software Quake, illetve Quake II című játékához is készítettek egy-egy kiegészítőt. Miután a cég bezárt, az alkalmazottak többsége a Nerve Software fejlesztőcéghez csatlakozott.

## Játékok
- 1996 – Strife (MS-DOS)
- 1997 – Quake Mission Pack 2: Dissolution of Eternity (PC)
- 1998 – Quake II: Ground Zero (Windows)
- 2000 – American McGee's Alice (Windows)
- 2001 – Counter-Strike: Condition Zero (nem fejezték be, fejlesztését a Gearbox Software vette át)[3]

## Tagok
- Jim Molinets – Alapító, elnök, producer, pályatervező
- Rich Fleider – Alapító, alelnök, művész
- Steve Maines – Alapító, pályatervező
- Steve Tietze – Pályatervező
- Cameron Lamprecht – Pályatervező
- Steve Thoms – Webmaster, pályatervező
- Peter Mack – Programozó

## Külső hivatkozások
- A Rogue Entertainment a MobyGames adatbázisában